# Sant Vicenç de Vallmanya
Sant Vicenç de Vallmanya és l'actual església parroquial, moderna sobre basaments romànics, del poble de Vallmanya, a la comarca del Conflent, de la Catalunya del Nord.

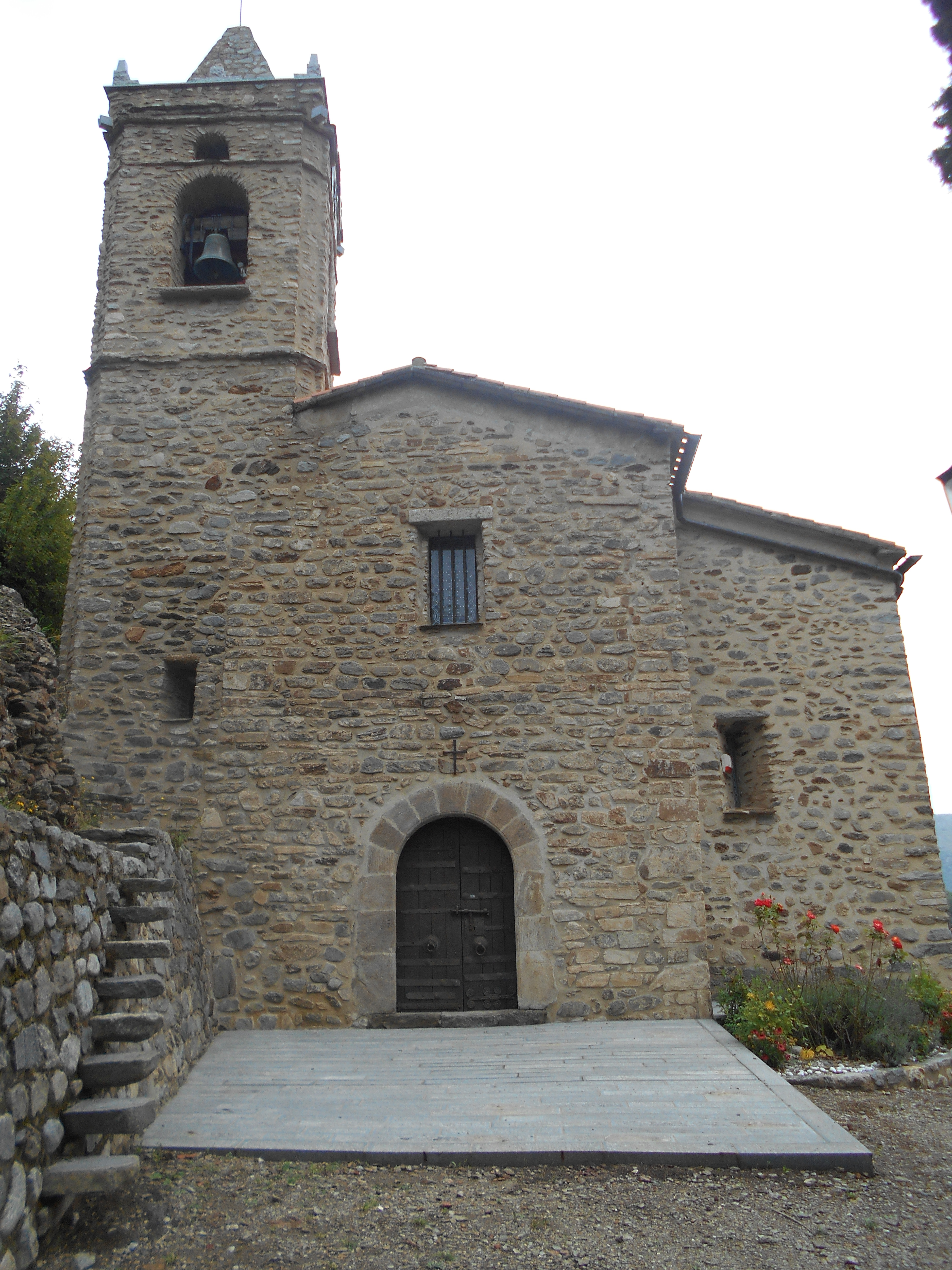
Façana occidental de l'església

És al capdamunt de l'actual nucli urbà de Vallmanya, al nord de la població. És gairebé l'únic edifici del poble que no va ser destruït durant la Massacre de Vallmanya.
L'església parroquial de Vallmanya està documentada des del 950, quan el papa Agapit II escriu una butlla en la qual atorga Vallmanya (Valle Magna cum sua ecclesia) al monestir de Sant Miquel de Cuixà. El 952 i el 958 Lluís el Piadós i Lotari confirmen successivament aquesta possessió. El 986, encara, el papa Joan XV torna a confirmar aquesta dependència, en una butlla que situa perfectament Vallmanya: Et in terminio de valle Asperi et valle Confluenti ipsum alodem de Vallemagna cum finibus et terminis suis. La dedicació a sant Vicenç queda confirmada l'any 1011 en una altra butlla papal a favor de Cuixà, aquesta de Sergi IV.

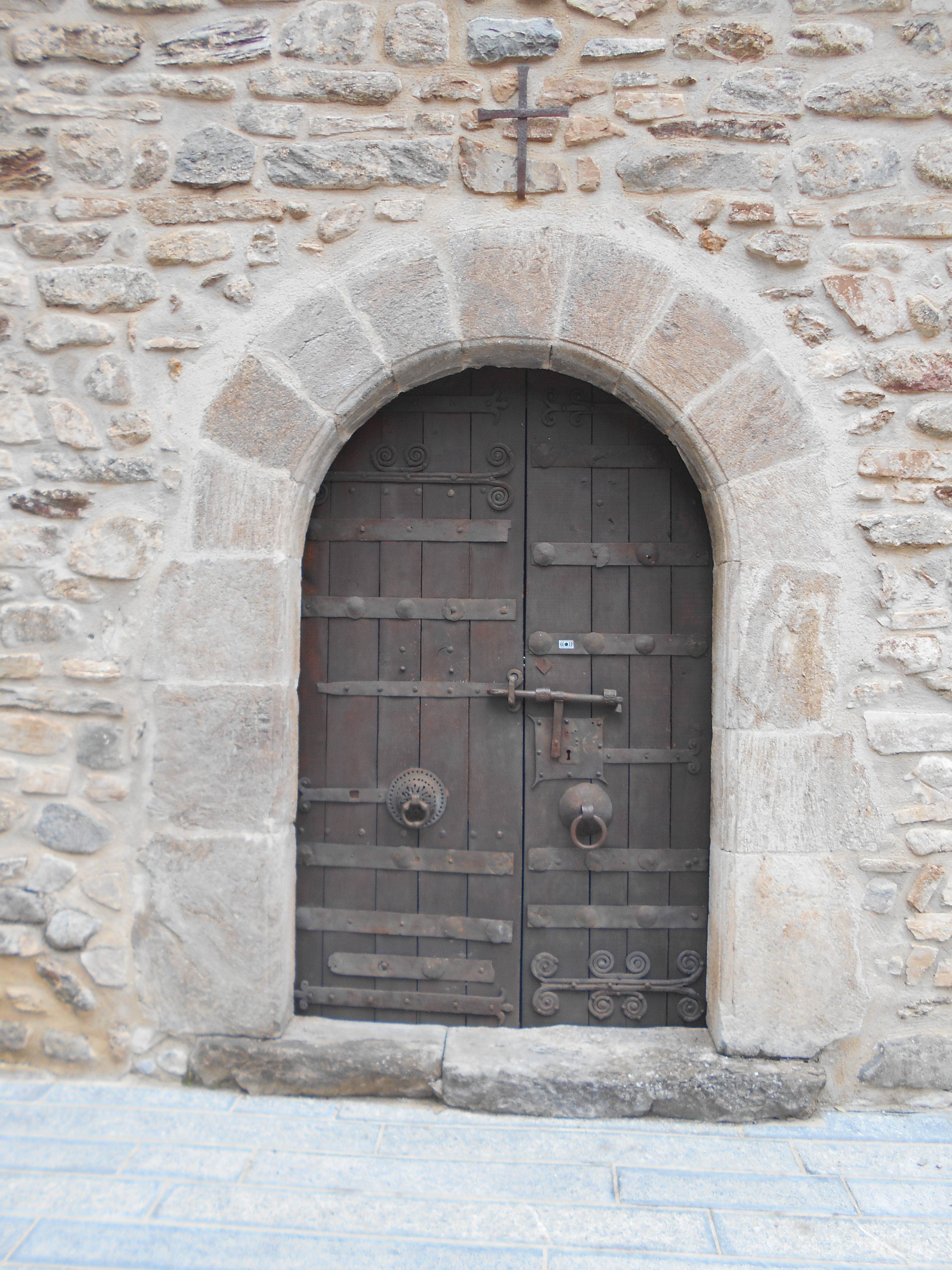
Portalada, amb ferramenta romànica

L'església és d'origen romànic, però molt modificada en el segle xviii. Els elements romànics, a més, romanen amagats sota l'encalcinat interior i exterior dels murs de l'església. Tal vegada són de l'obra original medieval els murs laterals de la nau, tot i que foren perforats per a encabir-hi les capelles laterals. Els pocs fragments en què es pot veure el parament original de l'església situen l'obra original en el segle xi.
La porta de l'església conserva part de la ferramenta romànica original.

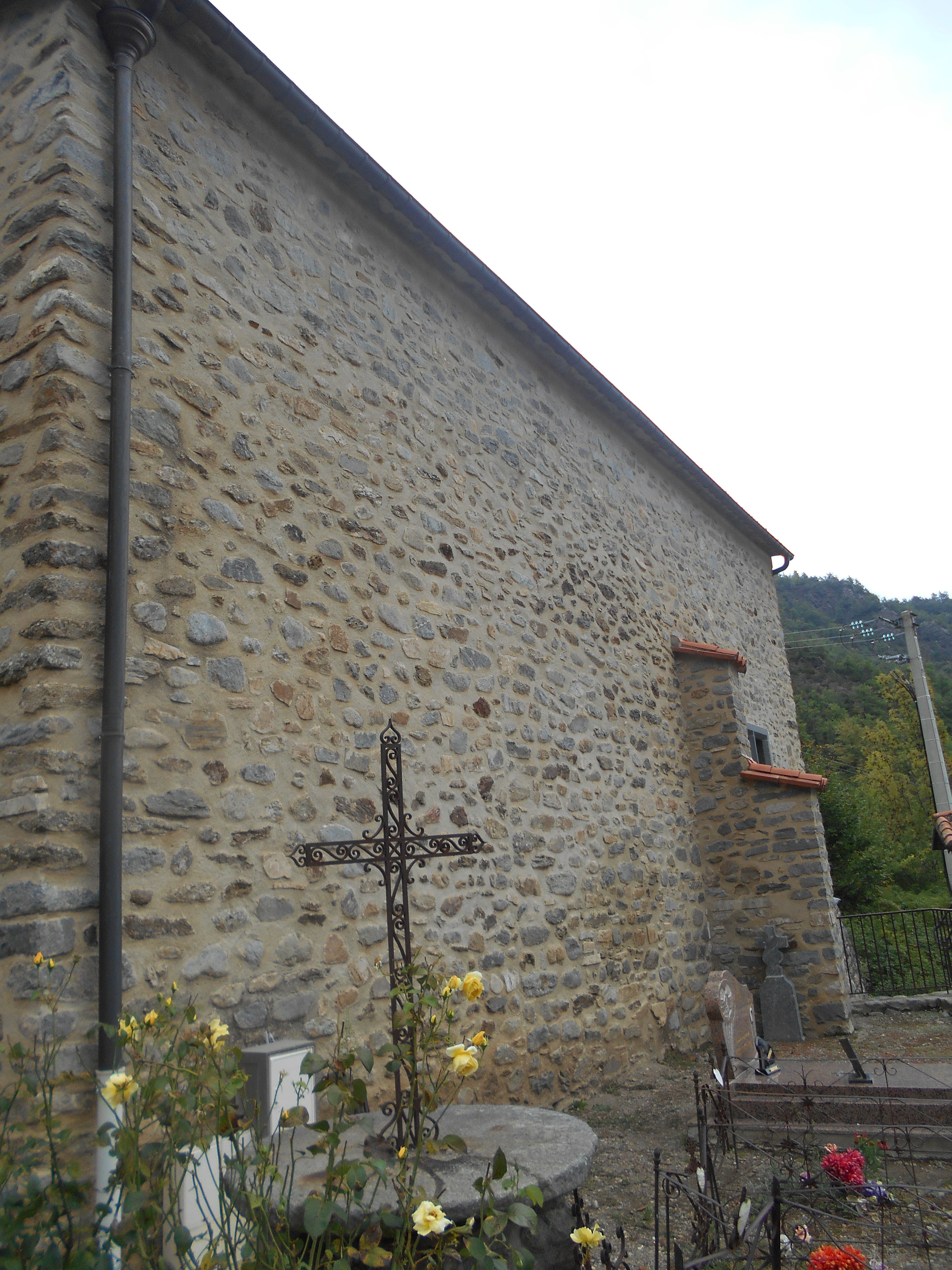
Façana meridional de l'església